# Emily Gilmore
Emily Gilmore er en fiktiv karekter i tv-serien Gilmore Girls spillet af Kelly Bishop. Sammen med sin mand, Richard, har Emily datteren Lorelai Gilmore.
Emily er protestant og medlem af Daughters of the American Revolution og AJLI. Hun fik en streng opdragelse. Hun gik på Smith College og læste historie. Efter hun blev gift, dedikerede hun sig selv til at støtte op om sin mands karriere. Et resultat heraf er, at hun bruger meget af sin tid på at arrangere velgørenhedsarrangementer, og hun er meget optaget af sømmelighed og fremtræden. Hun er svær at gøre tilpads og er ikke i stand til at holde en tjenestepige i særlig lang tid af gangen. De siger op eller bliver fyret hurtigt efter hinanden af grunde, som at synge eller gå for tungt.